# Río Magdalena (Distrito Federal)

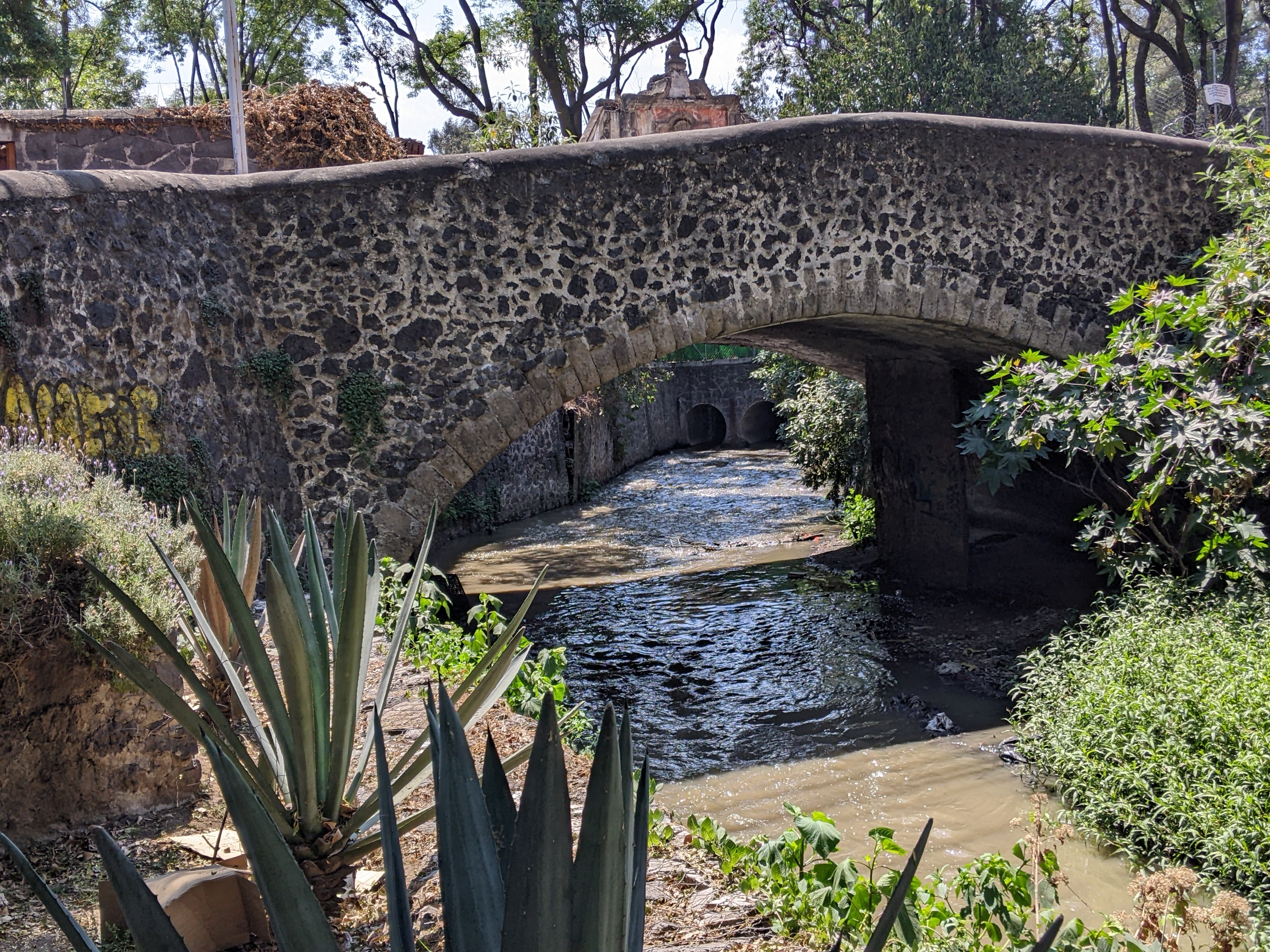
Der Fluss im Jahr 2025 an derselben Stelle wie oben

Der Río Magdalena, auch als Río de la Magdalena bezeichnet, ist ein Fluss, der durch Mexiko-Stadt fließt. Er ist der letzte lebendige Fluss in der mexikanischen Hauptstadt, die noch zu Beginn des 20. Jahrhunderts durch 51 fließende Gewässer versorgt wurde.

## Der Flusslauf
Der Río Magdalena entspringt in den Hügeln von San Miguel, einem Waldgebiet der Sierra de las Cruces. Dieses Gebiet wurde von den indigenen Vorfahren Atlitic genannt, was in etwa Ort, an dem es Wasser gibt bedeutet. Der Fluss durchquert den Parque Los Dinamos, ein Naturschutzgebiet südwestlich von Mexiko-Stadt. Dieses bezieht seinen Namen von den 4 Dinamos, den hydraulischen Stromerzeugungsanlagen, die gegen Ende des 19. Jahrhunderts errichtet wurden, um die Textilfabriken La Magdalena, La Alpina, Puente Sierra und El Águila mit Elektrizität versorgen. In unmittelbarer Nähe  der Viveros de Coyoacán mündet der Río Magdalena in den Río Mixcoac und weiter in den Río Churubusco.
Einige Teile des Flusses wurden in den 1930er-Jahren verrohrt, während einige oberirdische Abschnitte – wie zum Beispiel der Flusslauf auf der östlichen Seite der Avenida Universidad, der Grenzlinie zwischen den Bezirken Magdalena Contreras im Westen und Coyoacán im Osten – erhalten blieben. Dort passiert der Fluss kurz vor seiner Mündung die Kirche Panzacola, von der aus die Avenida Francisco Sosa durch das Barrio de Santa Catarina ins Zentrum von Coyoacán führt.

## Name
Der Fluss bezieht seinen Namen von der gleichnamigen Kirche María Magdalena Atlitic, die von Dominikanern errichtet worden war.